# Ciudad de los ángeles caídos
Ciudad de los ángeles caídos (título original en inglés: City of Fallen Angels) es el cuarto libro de la saga Cazadores de Sombras, escrita por Cassandra Clare. Fue publicado originalmente en Estados Unidos el 5 de abril de 2011 y en España en mayo de 2011.

## Argumento
Todo empieza con Simon Lewis tomando un café, esperando a Isabelle Lightwood, una cazadora de sombras, que es su novia -irónicamente, Simon también es novio de Maia, una mujer lobo. Tras una pequeña charla, dos hombres de baja estatura, Archer y Walker, llevan a Simon con su amo, Camille Belcourt, una vampira. Esta le pide a Simon que se alíe a ella y a cambio ella le enseñará cómo es la vida de un vampiro. Simon se marcha sin dar una respuesta, llega a su casa, y sin que su madre lo sepa, entra a pasar la noche.
Jace se dedica a entrenar a Clary como cazadora de sombras, pero cada vez está más angustiado porque tiene sueños en los que la asesina, apuñalándola o ahorcándola. Está muy perturbado y no quiere acercarse mucho a Clary, así que comienza a alejarse poco a poco, Clary alarmada por ello, cree que Jace ya no la quiere.
Clary y Jocelyn descubren que hay alguien intentando hacer más niños diabólicos. Ya que encuentran a un bebé muerto en un contenedor y cuando éstas van a verlo en la morgue, ven que en vez de manos tiene garras y los ojos son totalmente negros.
Una tarde en la que la banda de Simon estaba reunida -los compañeros de Simon ya saben que este es un vampiro-, ensayando, un chico nuevo llamado Kyle, se ofreció como nuevo vocalista de la banda. Al hacer una prueba lo aceptan. Al final Simon, tras una discusión con su madre, se va de casa y acaba viviendo en la casa de Kyle, que resulta ser un hombre lobo. Kyle y Jace defienden a Simon del ataque de unas extrañas personas, que Simon mata a causa de la Marca de Caín.
En una de las tocadas de la banda de Simon, este baja del escenario por sed -ya que llevaba mucho tiempo sin comer porque se resistía a su condición de vampiro-. Maureen, la única fan de la banda -que tenía catorce años- sigue a Simon para pedirle una foto, pero lo que recibe es una mordida, que es detenida por Kyle. Entonces Maia ve a Kyle, que resulta ser su ex, Jordan. Esta le ataca e Isabelle la detiene. Aquí, estas dos se enteran de la bigamia de Simon y se enfadan con él.
Mientras esto sucede, Jace y Clary se encuentran y esta le reprocha que por qué la evita y que si ya no la quiere que le deje las cosas claras. Entonces él olvida lo de sus pesadillas y se besan efusivamente, se dicen que se aman y llegan a un punto casi apasionado, hasta que Isabelle les interrumpe.
Al día siguiente, Simon recibe un mensaje mencionando que tienen secuestrada a su novia y que si no acudía a una dirección antes de media noche, le cortarán el cuello. Tras llamar a sus amigos, verificó que era solo una broma, para luego saber que la asesinada fue Maureen, que confundieron con su novia.
Esta se convierte en vampiro.
Jace y Clary tienen un momento íntimo en el cuarto de Jace, donde Clary se recupera de sus heridas previas. Estuvieron cerca de tener relaciones, cuando Jace, al estar perturbado por sus pesadillas, hiere a Clary con un cuchillo, y este le explica el por qué.
Clary le ofrece ayuda y lo lleva con los Hermanos Silenciosos, éstos le dicen que hay algo que está manipulando su mente, puesto que no tiene las marcas que se le proporcionan a un Cazador de Sombras cuando nace, ya que él fue revivido por el Ángel. Le invitan a pasar la noche para así proporcionarle las marcas necesarias al día siguiente. Durante esa noche, tiene una pesadilla en la que ve a Max y este le dibuja una marca con sangre en el corazón. Max no es realmente Max, sino Lilith, el primer demonio mujer. Esta marca hace que Jace esté bajo la influencia de ella.
Jocelyn y Luke, acuden a la celebración de su boda, en la cual Simon desaparece. Clary también desaparece tras ser secuestrada por Jace, que está influenciado por Lilith. Este le pone una runa que diciendo que esta les unirá para siempre, miente pero Clary cae inocentemente y Jace se la lleva, estando inconsciente.
Mientras tanto, Simon es sacado de la fiesta por Maureen, que ahora es vampira, y lo lleva con Lilith. Este descubre que Lilith asistió a uno de los conciertos y se presentó como Satrina, uno de sus tantos nombres. Y para persuadirlo que reviva a Jonathan -Sebastian- hace que Jace entre con Clary en los brazos amenazándola con un cuchillo en el cuello. Entonces Simon bebe sangre de Sebastian.
Más tarde, Clary logra engañar a Jace y corta la runa, haciendo que vuelva a la normalidad. Jace le dice que huya, pero ella no lo hace, se esconde. Este y Lilith se enzarzan en una pelea y al final Lilith ve a Clary y la tortura con un látigo. Finalmente, en uno de los latigazos, Simon se cruza y a causa de la Marca de Caín, Lilith muere.
El libro se desenlaza cuando Clary baja para impedir que Jocelyn vea a su hermano Jonathan, por lo que Jace se queda solo y recupera la posesión demoníaca y se ve obligado a ir al ataúd de Jonathan. Este hace un pacto de sangre, que los une.
La última frase, nos deja con gran suspenso sobre lo que pasará en Ciudad de las almas perdidas.
El libro se divide en dos partes: ángeles exterminadores y por cada vida.